# Die Römer an Mosel und Saar
Die Römer an Mosel und Saar (Zeugnisse der Römerzeit in Lothringen, in Luxemburg, im Raum Trier und im Saarland) war 1983 der Titel einer Ausstellung in Remagen (Bahnhof Rolandseck, 12. bis 28. September) und in Paris (Palais du Luxembourg, 6. bis 31. Oktober), die von den Museen der Region Saar-Lor-Lux (Musée de l'Etat Luxembourg, Musée d'Art et d'Histoire de Metz, Museum für Vor- und Frühgeschichte Saarbrücken und Rheinisches Landesmuseum Trier) veranstaltet wurde. 
Zur Ausstellung erschien im Verlag Philipp von Zabern ein gleichnamiger Katalog mit 46 Farb- und 346 Schwarzweiß-Abbildungen. Er enthält unter anderem Aufsätze zur Geschichte der Treverer und Mediomatriker. Der Katalogteil beschreibt die zahlreichen Exponate aus den Bereichen Metallgewinnung und -verarbeitung, Verkehr, Trinkwasserversorgung, Götter und Heiligtümer, Gräber und Totenkult, Landwirtschaft, Handwerk und Handel sowie Siedlungen und Wohnkultur.